# Número quântico secundário
O número quântico secundário ou número quântico azimutal, na mecânica quântica, é um dos números quânticos, e caracteriza as subcamadas de um orbital atômico. Definido por l, este número obtém-se a partir de um conjunto de números naturais, que termina no resultado da subtração uma unidade ao número quântico principal. Assim, l = 0,...,n -1. Este número caracteriza o formato da orbital (a distribuição, por probabilidade, dos elétrons envoltos do núcleo do átomo) no espaço.
O último subnível da configuração eletrônica do elemento é responsável pela determinação do seu número quântico secundário, onde s=0, p=1, d=2, f=3.
| Subnível | Número azimutal |
| s        | 0               |
| p        | 1               |
| d        | 2               |
| f        | 3               |